# ロックランド郡
ロックランド郡（英: Rockland County）は、アメリカ合衆国ニューヨーク州で一番小さな郡である。マンハッタンの北40kmに位置する。人口は33万8329人（2020年）。郡庁所在地はニュー・シティ。州の名前は、この地に移り住んだ住人により「ロッキー・ランド」に由来する。

## 歴史
ロックランドは、かつてインディアンが住む森だった。1600年代後半、ニューアムステルダムと呼ばれていた現在のマンハッタンから、都市生活を離れ田舎暮らしを望むオランダ人移民がロックランドに移り住んだ。その後、ハンガリー人移民やイギリス人移民も移り住み、個々で狩猟、農耕生活を営むようになった。その後半世紀、ロックランドは開拓され、風車が建てられ、運河が造られ、教会も設置されるようになり、初めての店がハベストロゥとタッパンにオープンし、人口も増えた。1691年に政府が組織され、タッパンに裁判所も設立された。1798年にはオレンジ郡から分離しロックランド郡となった。
その後しばらくはニューヨークシティ郊外の農業地帯だったが、1955年にハドソン川を渡るタッパン・ジー・ブリッジが完成し、住宅地として開発が進んだ。
現在は、人口が増えたが、隣のウェストチェスター郡や南のニュージャージー州と比べると、のどかで静かな地域となっている。
ロックランド郡に住んでいた有名人
- アーロン・バー　Aaron Burr 第3代アメリカ合衆国副大統領
- アレキサンダー・ハミルトン　Alexander Hamilton　初代アメリカ合衆国財務長官
- フランクリン・ルーズベルト　Franklin Delano Roosevelt　第32代アメリカ合衆国大統領
- ジョージ・クリントン　George Clinton　第4代アメリカ合衆国副大統領
- ジョージ・ワシントン　George Washington　初代アメリカ合衆国大統領
- ハリー・トルーマン　Harry S. Truman　第33代アメリカ合衆国大統領
- マーサ・ワシントン　Martha Washington　初代アメリカ合衆国のファーストレディ
- ロバート・ケネディ　Robert F. Kennedy　ニューヨーク州選出のアメリカ合衆国上院議員、第64代アメリカ合衆国司法長官
- ルドルフ・ジュリアーニ　Rudolph William Louis "Rudy" Giuliani　第107代ニューヨーク市長
- セオドア・ルーズベルト　Theodore Roosevelt　第26代アメリカ合衆国大統領
- サーグッド・マーシャル　Thurgood Marshall　アメリカ合衆国最高裁判所陪席判事

## 地理
アメリカ合衆国統計局によると、この郡は総面積516 km2 (199 mi2) である。このうち451 km2 (174 mi2) が陸地で65 km2 (25 mi2) 水地域である。総面積の12.60%が水地域となる。
ロックランド郡はニュージャージー州＝ニューヨーク州境界の北、ハドソン川の西、並びにオレンジ郡の南に位置している。
この郡の最高高度は391 m (1,283フィート) である、ロックハウス山 (Rockhouse Mountain) である。しかしながら、近郊の Jackie Jones Mountain もまた正確な高度が知られていなく最も高いかもしれない390 m (1,280フィート) 以上の頂上である。
最低高度はハドソン川沿いの海抜である。
ロックランド郡はニューヨーク市の外側にあるニューヨーク州内の一番小さな郡である。
ロックランドにある湖
| - コンガース湖 Congers Lake - ヘシアン湖 Hessian Lake - ボイス湖 Lake Boyce - デフォレスト湖 Lake DeForest - カナワウク湖 Lake Kanawauke - セバゴ湖 Lake Sebago | - タッパン湖 Lake Tappan - ワナシン湖 Lake Wanaksink - ウェルチ湖 Lake Welch - パイン・メドウ湖 Pine Meadow Lake - ロックランド湖 Rockland Lake - スワソート湖 Swarthout Lake |

ロックランドにある公園
| - ベア・マウンテン州立公園 Bear Mountain State Park - ブラウベルト州立公園 Blauvelt State Park - ハリマン州立公園 Harriman State Park - ハイ・トア州立公園 High Tor State Park | - ナイアック・ビーチ州立公園 Nyack Beach State Park - パリセード・インターステート公園 Palisades Interstate Park Commission - ロックランド・レイク州立公園 Rockland Lake State Park - トールマン・マウンテン州立公園 Tallman Mountain State Park |

ロックランド郡の岩（ロック）
- インディアン・ロック　17300トンの大きな岩。ルート59（ラマポ）沿いの森の中に数億年前からあったが1990年代に森が開発され、現在はショッピングセンターの駐車場に位置する。このショッピングセンターのアイコン的存在。
- マリアズ・ロック　パール・リバーのノース・ミドルタウン・ロードにある大きな岩。18世紀から地元に伝わる伝説によると、タッパンに近い自宅から歩いてきたマリアという少女が行方不明になり、この大きな岩の側で遺体で発見されたという。
- スポック・ロック　ロックランド郡で一番大きな岩。エアモントのスポックロック・ロードにある。

## 人口動勢
2000年国勢調査で、この郡は286,753人、92,675世帯、及び70,989家族が暮らしている。人口密度は636/km2 (1,646/mi2) である。210/km2 (545/mi2) の平均的な密度に94,973軒の住居が建っている。この郡の人種的な構成は白人76.91%、アフリカン・アメリカン10.98%、先住民0.24%、アジア5.52%、太平洋諸島系0.07%、その他の人種3.78%、及び混血2.51%である。人口の10.18%はヒスパニックまたはラテン系である。
この郡内の住民は28.00%が18歳未満の未成年、18歳以上24歳以下が7.90%、25歳以上44歳以下が28.00%、45歳以上64歳以下が24.30%、及び65歳以上が11.80%にわたっている。中央値年齢は36歳である。女性100人ごとに対して男性は95.30人である。18歳以上の女性100人ごとに対して男性は91.30人である。
この郡内の世帯ごとの平均的な収入は67,971米ドルであり、家族ごとの平均的な収入は78,806米ドルである。男性は51,148米ドルに対して女性は37,032米ドルの平均的な収入がある。この郡の一人当たりの収入 (per capita income) は28,082米ドルである。人口の9.50%及び家族の6.30%は貧困線以下である。全人口のうち18歳未満の14.30%及び65歳以上の7.60%は貧困線以下の生活を送っている。

## 交通
鉄道
旅客鉄道として2路線が運行。2路線共にロックランド郡を出るとニュージャージー州に入るためニュージャージ・トランジットとメトロノース鉄道が共同運行を行っている。
- パスカック・バレー線：ニュージャージー・トランジットがメトロノース鉄道から線路を借り受けを運行
- メイン・ライン（ポート・ジャービス線）：メトロノース鉄道ニュージャージー・トランジットのの終点であるサファーン駅から先のオレンジ郡のポート・ジャービス駅まで運行

バス
- TOR（トランスポート・オブ・ロックランド）：ロックランド郡内を走るバス

TORはタッパン・ジー・ブリッジを越えてロックランド郡とウェストチェスター郡（タリータウン、ホワイト・プレーンズ）を結ぶタッパン・ジー・エクスプレスも運行している。
道路
- ニューヨーク・ステート・スルーウェイ：郡を東西に貫いて走っている。
- パリセード・パークウェイ：ジョージ・ワシントン・ブリッジとロックランド郡を結ぶ。
- ガーデン・ステート・パークウェイ：ニュージャージー州を走る公園道路の終点がスプリング・バレーにある。

## モール
- パリセード・センター　ウエスト・ナイアック
- ナニュエット・モール　ナニュエット

## 町村

### 町
- クラークスタウン
- ラマポ
- ハベストロー
- オレンジタウン
- ストーニーポイント

### 村
- エアモント (Ramapo)
- チェスナット・リッジ (Ramapo)
- グランド・ビュー・オン・ハドソン (Orangetown)
- ハベストロー (Haverstraw)
- ヒルバーン　Hillburn (Ramapo)
- カザー　Kaser (Ramapo)
- モンテベロ　Montebello (Ramapo)
- ニュー・ハンプステード　New Hempstead (Ramapo)
- ニュー・スクエア　New Square (Ramapo)
- ナイアック (Orangetown/Clarkstown)
- ピアモント　Piermont (Orangetown)
- ポモナ　Pomona (Haverstraw/Ramapo)
- スロースバーグ (Ramapo)
- サウス・ナイアック　South Nyack (Orangetown)
- スプリング・バレー (Ramapo/Clarkstown)
- サファーン (Ramapo)
- アッパー・ナイアック　Upper Nyack (Clarkstown)
- ウェズリー・ヒルズ 　Wesley Hills (Ramapo)
- ウェスト・ハベストロー (Haverstraw)

### 小集落
- バードニア　Bardonia (Town of Clarkstown)
- ブラーベルト　Blauvelt (Orangetown)
- セントラル・ナイアック　Central Nyack (Clarkstown)
- コンガーズ　Congers (Clarkstown)
- ガーナビル　Garnerville (Haverstraw)
- グレーシー・ポイント　Grassy Point (Stony Point)
- ヒルクレスト　Hillcrest (Ramapo)
- ジョーンズ・ポイント　Jones Point (Stony Point)
- レーデン・タウン　Ladentown (Ramapo)
- モンゼイ (Ramapo)
- マウント・アイビー　Mount Ivy (Haverstraw)
- ナニュエット (Clarkstown)
- ニュー・シティ (Clarkstown)
- オレンジバーグ　Orangeburg (Orangetown)
- パリセイズ　Palisades (Orangetown)
- パール・リバー (Orangetown)
- ストニー・ポイント　Stony Point (Stony Point)
- タッパン (Orangetown)
- シールス　Thiells (Haverstraw)
- トムキンス・コーブ　Tomkins Cove (Stony Point)
- バレー・コテージ　Valley Cottage (Clarkstown)
- バイオラ　Viola (Ramapo)
- ウエスト・ナイアック　West Nyack (Clarkstown)

### 隣接する郡
- オレンジ郡 (北西/北)
- パットナム郡、ハドソン川を超えて (北東)
- ウエストチェスター郡、ハドソン川を超えて (東)
- バーゲン郡 (南)
- パサイク郡 (西)

Putnam 及び Passaic 郡とのロックランド郡の境界は総計1マイル前後で、短い境界線となっている。